# Kutedó kempó
Kutedo Kenpo Karate Ryu. A Kenpo (vagy kempo), ökölharc, bokszrendszer. Dél-Kínából kerül Okinawára (kínai boksz) és a ma karateként ismert harcművészet egyik alapja. Az ütéseken, védéseken és rúgásokon kívül dobásokat és földtechnikát is tartalmaz. A küzdőtávolság függvényében használ : rúgást, ütést, dobást, földharcot.

## Története
A stílus megalapítója Kei Omashi Shihan, akinek harcművészetét követői, tanítványai fejlesztették tovább.
Fegyveres és pusztakezes harci iskola. Az okinawai karate, és a kínai kungfu erősen befolyásolta a kialakulását. Jelen korra a fegyveres technikák teljesen háttérbe szorultak, csak az alap mozgásanyagukat őrzi néhány formagyakorlat. Tradicionális irányzata kifejezetten támadó, agresszív harcművészet. A szem és a torok kivételével az egész test támadható. Küzdelem közben védőfelszerelést nem használ. Jellegzetességei a fejre gyorsan és változatos irányból leadott "nyitott kezes" technikák. Nagyon balesetveszélyes irányzat. Modern változata a mai kor követelményeinek megfelelően szabályok és védőfelszerelések használatát vezette be. Belharcos irányzat, sajátosságai a bokszrendszerű kéztechnikák, és a nagy erővel közelről leadott köríves rúgások.

## Jelentése, szimbólumai
Kutedo jelentése kilenc kéz útja. A do nem a fizikai, hanem a spirituális utat jelenti. A kilenc kultikus számként, illetve kilenc fajta ököltechnikaként (renraku icsi) is, és kilenc formagyakorlatként (kata) is jelen van.

Jelképei az egymásba fonódó két félkör, amely a Zen buddhizmus egyik alapvető szimbóluma, és a végtelent, az erőt, és az összetartozást jelenti, valamint a hamvaiból feltámadó főnix, ami az elpusztíthatatlanságot és az örökkévalóságot jelenti.

## Küzdőrendszere
Eredeti küzdőrendszere valóban nagyon balesetveszélyes irányzat volt. A szem, torok, gerinc és az ágyék kivételével minden támadható volt. Érdekessége, hogy a fejet csak nyitott kézzel támadta ("keményet a puhával"). A küzdelem a gyakorlatban a következőképpen zajlott: egy rövid gyors elterelő jellegű rúgástechnika (mély állásból) a térdre vagy sípcsontra, és egy gyors célzott kéztechnika fejre (halánték, nyak, fejbiccentő izom), vagy fordítva, elterelő technika fejre, szemre (gyors első kezes), és a lábra, térdre leadott erős befejező rúgás. A fentiekből egyenesen következik, hogy a gyakorlás, főleg a kezdőknél, nem zajlott sérülések nélkül.
Modern változata igyekszik elkerülni a felesleges sérüléseket. Ezért a küzdelmet a gyakorlók jártasságához (övfokozat) igazította:
- Alap: csak a test támadható bármilyen ütés- és rúgástechnikával, illetve engedélyezettek a kis ívű földreviteli technikák és a földharc. A gyakorlók megszokják a küzdelmet, a testük megerősödik, kialakulnak és elvesznek bizonyos reflexek (kialakul a gazdaságos-minimális védekező mozdulat, és elvész az "ijedtemben becsukom a szemem"). Ez a fajta küzdelem (chudan contact) minimális veszélyforrást rejt a gyakorlója számára.
- Közép: mint az alap, plusz lábtechnikákkal bővítve (combra és fejre is).
- Haladó: a tradicionális szabályokhoz visszatérve, mindent lehet. Ekkorra (fekete öv) már kialakul a technikák és a test feletti kontroll, ami miatt a küzdelem bár gyors, a gyakorlók meg sem érintik egymást.

## Vizsgarendszere
A vizsgarendszere 10 tanuló fokozatra – a 10. kyu, a vizsga nélküli (fehér öv) fokozattól az 1. kyuig (barna öv három csík) –, és 10 dan fokozatra oszlik. A biztonságosabb tanulás érdekében 14 éves kor alatt 10 gyerekfokozat van, amely lassabb, de biztonságosabb fejlődést eredményez, ezek teljesítése után a felnőtt 6.kyu kapható meg.

## Edzések Magyarországon
1987-óta oktatják Magyarországon szervezett keretek között, a stílus magyarországi vezetője Verő Sándor Shihan (7.dan). Edzések az alábbi helyeken vannak :
- Shihan Verő Sándor (7. dan) stílusvezető, a Gazdagréti Művelődési Házban tart felnőtt edzést.
- Sensei Papp Gábor (4 .dan) a XVIII. kerületi Vajk Sziget Általános Iskolában tart gyermek, és felnőtt edzést is.
- Sensei Szári Norbert (4. dan) VIII. kerületben a József krt. 15 szám alatt, a "Veremben" tart felnőtt edzést.
- Sensei Vámos György (1. dan) a XXII. kerületi Bartók Béla Általános Iskolában tart gyermek edzést.

## Külső hivatkozások
- http://kutedo.mindenkilapja.hu/ Archiválva 2021. május 11-i dátummal a Wayback Machine-ben
- http://www.obaidojo.hu/
- Kutedo Kenpo Ryu facebook oldal